# 두산천
두산천(斗山川)은 경상북도 경주시 외동읍 녹동리의 두산지에서 발원하여 국도 제14호선의 길과 비슷하게 남류하다가 울산광역시 울주군 범서읍에서 태화강의 지류인 척과천으로 흘러드는 강이다. 2006년 3월 22일 이 강의 정비공사가 있었다.